# Кандзі
Японська писемність
Ієрогліфи 漢字
Абетка 仮名
- Хіраґана 平仮名
- Катакана 片仮名
- Манйоґана 万葉仮名
- Хентайґана 変体仮名
- Джіндай моджі

Використання
- Фуріґана 振り仮名
- Окуріґана 送り仮名

Латиниця

Українська кирилиця
Кандзі (яп. 漢字, «китайські знаки») — ієрогліфічне письмо, складова частина японської писемності. Запозичене японцями в Китаї у V—VI століттях. До запозичених знаків додані ієрогліфи, розроблені самими японцями (国字 — кокудзі). Крім ієрогліфів, для письма в Японії також використовуються дві складові абетки: хіраґана та катакана, арабські цифри і латинська абетка ромадзі.

## Історія

Китайські ієрогліфи для слова кандзі перекладаються як «знаки Хань», тобто «китайські знаки».

Японський термін кандзі (漢字) буквально означає «Знаки династії Хань». Точно невідомо, яким шляхом китайські ієрогліфи потрапили до Японії, однак сьогодні загальноприйнятою вважається версія про те, що вперше китайські тексти завезли в країну буддистські монахи з корейського королівства Пекче у V столітті[джерело?]. Ці тексти були написані китайською мовою, і для того, щоб японці могли їх прочитати, за допомогою діакритичних знаків із дотриманням правил японської граматики, була створена система канбун (漢文).
Японська мова в той час не мала письмової форми. Для запису споконвічних японських слів була створена система писемності манйоґана, першим літературним пам'ятником якої стала стародавня поетична антологія «Манйосю». Слова у ній записувалися китайськими ієрогліфами за звучанням, а не за значенням.
Манйоґана, записана ієрогліфічним скорописом, перетворилася у хіраґану — систему «писемності для жінок», яким вища освіта була майже недоступна. Більшість літературних пам'яток епохи Хей'ан із жіночим авторством були записані хіраґаною. Катакана виникла паралельно: монастирські учні спрощували манйоґану до єдиного значущого елементу. Обидві ці системи писемності, хіраґана й катакана, походили від китайських ієрогліфів і згодом перетворилися у силабічні абетки, які разом називаються каною.
У сучасній японській мові ієрогліфи використовують для запису основ слів в іменниках, прикметниках і дієсловах, водночас хіраґану використовують для запису флексій і закінчень дієслів та прикметників (див. окуріґана), часток і слів, у яких складно запам'ятати ієрогліфи. Катакану використовують для запису ономатопій і ґайраґо (запозичених слів).
Для запису запозичених слів катакану почали використовувати відносно недавно. До кінця Другої світової війни такі слова писали ієрогліфами за значенням (煙草 або 莨 табако — «тютюн», дослівно «трава, що димить») або за фонетичним звучанням (天婦羅 або 天麩羅 темпура — смажена страва португальського походження). Останній спосіб запису ієрогліфами називається атедзі.

## Японські інновації
Спочатку японські і китайські ієрогліфи нічим не відрізнялися: останні традиційно використовувалися для запису японського тексту. Однак у наш час між китайськими ханьцзи й японськими кандзі є значна різниця: деякі ієрогліфи були створені самими японцями, а деякі набули іншого значення. До того, після Другої світової війни написання багатьох японських ієрогліфів було спрощено.

### Кокудзі (国字)
Кокудзі (国字 — «національні ієрогліфи») — ієрогліфи японського походження. Кокудзі іноді називають васей кандзі (和製漢字 — «китайські ієрогліфи створені в Японії»). Загалом налічується кілька сотень кокудзі. Більшість із них рідко коли використовуються, але деякі стали важливими доповненнями до письмової японської мови. Серед них:
- 峠 (とうげ) тоґе (гірський перевал)
- 榊 (さかき) сакакі (сакакі дерево з роду Камелій)
- 畑 (はたけ) хатаке (суходільне поле)
- 辻 (つじ) цудзі (перехрестя)
- 働 (どう/ はたらく) до, хатара(ку) (фізична робота)

Більшість із цих «національних ієрогліфів» мають тільки кунне (японське прочитання), але деякі були запозичені вже й самими китайцями і набули також онне (китайське прочитання)[джерело?].

### Коккун (国訓)
На додаток до кокудзі, існують ієрогліфи, значення яких у японській мові відрізняється від китайського. Такі ієрогліфи називаються коккун (国訓 — «[знаки] національного прочитання»). Серед них:
- 沖 (おき) окі (відкрите море; кит. чун полоскання)
- 森 (もり) морі (ліс; кит. сень величний, пишний)
- 椿 (つばき) цубакі (камелія японська; кит. чун айлант)

### Старі і нові ієрогліфи (旧字体, 新字体)
Один і той самий ієрогліф може іноді бути записаний різними стилями: старим (旧字体, кюдзітай — «старі ієрогліфи»; у старому стилі 舊字體) та новим (新字体, сіндзітай — «нові ієрогліфи»). Нижче подано кілька прикладів запису одного і того самого ієрогліфа у двох стилях:
- 國 (старий) 国 (новий) куні, коку (країна, край)
- 號 (старий) 号 (новий) ґо (номер, назва, називатися)
- 變 (старий) 変 (новий) хен, ка(вару) (зміна, змінюватись)

Ієрогліфи старого стилю використовувалися до кінця Другої світової війни і переважно збігаються з традиційними китайськими ієрогліфами (повними, неспрощеними). У 1946 році японський уряд затвердив спрощені ієрогліфи нового стилю у списку «Тойо кандзі дзітай хьо» (当用漢字字体表). Деякі з нових знаків збігалися зі спрощеними китайськими ієрогліфами, які використовуються сьогодні у КНР. Як і в результаті КНРівської реформи писемності, низка нових знаків була запозичена зі скорописних форм (略字, рякудзі), які застосовувалися у рукописних текстах. Однак у певному контексті допускалося використання й старих («правильних») форм деяких ієрогліфів (正字, сейдзі). Існують також ще «спрощеніші» варіанти написання ієрогліфів  [Архівовано 2 листопада 2006 у Wayback Machine.], однак сфера їхнього використання обмежена приватним листуванням.
Теоретично, будь-який китайський ієрогліф може бути використаний у японському тексті, але на практиці дуже багато китайських ієрогліфів у японській мові не вживаються. Великий китайсько-японський словник (大漢和辞典) — один із найбільших словників ієрогліфів — містить близько 50 тис. знаків, однак більшість з них зрідка зустрічаються у японських текстах.

## Прочитання ієрогліфів
Залежно від того, яким шляхом ієрогліф потрапив до японської мови, він може використовуватися для написання одного або різних слів, а ще частіше морфем. З точки зору читача це означає, що ієрогліфи мають одне або декілька прочитань. Вибір прочитання ієрогліфа залежить від контексту, змісту та сполучення з іншими знаками, а інколи — від позиції у реченні. Прочитання поділяються на «китайсько-японське» (音読み, онйомі або он) та «японське» (訓読み, кунйомі або кун).

### Онйомі
Онйомі (音読み — фонетичне прочитання, «онне прочитання») — китайсько-японське прочитання або японська інтерпретація китайської вимови ієрогліфа. Деякі знаки мають декілька онйомі, тому що були запозичені з Китаю кілька разів, у різний час і з різних областей. Кокудзі, або ієрогліфи, які вигадали самі японці, зазвичай не мають онйомі, хоча є винятки. Наприклад, в ієрогліфа 働 «працювати» є кунйомі (хатараку), але є і онйомі (до), проте в ієрогліфа 腺 «залоза» (молочна, щитоподібна тощо) є лише онйомі (сен).

### Кунйомі
Кунйомі (訓読み) — японське прочитання, яке засноване на вимові споконвічних японських слів (大和言葉, ямато котоба — «слова Ямато»), до яких були за змістом підібрані китайські ієрогліфи. Інакше кажучи, кунйомі — це переклад китайського знаку японською мовою. У деяких ієрогліфів може бути відразу декілька кунйомі, а може й не бути зовсім.

### Інші прочитання
Існує багато сполучень ієрогліфів, для вимови складових яких використовуються і онйомі, і кунйомі. Такі слова називають «дзубако» (重箱 — «навантажена скриня») або «юто» (湯桶 — «діжка окропу»). Самі ці два терміни є автологічними: перший знак у слові «дзубако» читається за онйомі, а другий — за кунйомі. У слові «юто» — навпаки.
Інші приклади подібних змішаних прочитань: 金色 кін'іро — «золотий» (он-кун), 空手道 каратедо — «карате» (кун-кун-он).
Деякі кандзі мають маловідомі читання — нанорі (名乗り — «назва імені»), які зазвичай використовуються при озвучуванні власних імен. Як правило, нанорі близькі за звучанням до кунйомі. У топонімах також іноді застосовуються нанорі, або навіть такі читання, які ніде більше не зустрічаються.
Ґікун (義訓) — прочитання сполучень ієрогліфів, що не мають прямого стосунку до кунйомі або онйомі окремих знаків, а належать до змісту всього ієрогліфічного сполучення. Наприклад, сполучення 一寸 можна прочитати як «іссун» (тобто «один сун»), однак насправді це неподільне сполучення читатиметься як «тьотто» («небагато»). Ґікун часто зустрічається в японських прізвищах.
Використання атедзі для запису запозичених слів приводило до появи нових значень в ієрогліфів, а також сполучень, прочитання яких було незвичними. Наприклад, застаріле сполучення 亜細亜 адзіа раніше використовувалося для ієрогліфічного запису частини світу — Азії. Сьогодні для запису цього слова використовується катакана, проте знак 亜 набув сенсу «Азія» у таких сполученнях як «тоа» 東亜 («Східна Азія»).
Із застарілого ієрогліфічного сполучення 亜米利加 (амеріка — «Америка») був узятий другий знак, від якого виник неологізм 米国 (бейкоку), який буквально можна перекласти як «рисова країна», хоча насправді це сполучення позначає Сполучені Штати Америки.

### Вибір варіантів
Слова для подібних понять, таких як «схід» (東), «північ» (北) і «північний схід» (東北) можуть мати зовсім різні вимови: хіґасі і кіта є прочитаннями кунйомі і використовуються для перших двох ієрогліфів, тоді як «північний схід» буде читатися за онйомі — тохоку. Вибір правильного читання ієрогліфа є одним із найважчих аспектів вивчення японської мови.
Як правило, при читанні сполучень ієрогліфів вибираються їхні онйомі. Такі сполучення називаються японською дзюкуґо 熟語. Наприклад, сполучення 情報 (дзьохо, «інформація»), 学校 (ґакко, «школа») і 新幹線 (сінкансен) читаються саме за таким шаблоном.
Ієрогліф, що розташований окремо від інших ієрогліфічних знаків і оточений каною, зазвичай читається за кунйомі. Це стосується як іменників, так і відмінюваних дієслів та прикметників. Наприклад, 月 (цукі, "місяць), 情け (насаке, «жалість»), 赤い (акаі "червоний), 新しい (атарасії, «новий») 見る (міру, «дивитися») — у всіх цих випадках використовується кунйомі.
Ці два основні шаблонні правила мають багато винятків. Кунйомі також можуть утворювати складені слова, хоча вони зустрічаються рідше, ніж сполучення з онйомі. Серед прикладів можна навести 手紙 (теґамі, «лист»), 日傘 (хіґаса, «сонячна парасолька») або відоме словосполучення 神風 (камікадзе, «божественний вітер»). Такі сполучення також можуть супроводжуватися окуріґаною. Наприклад, 歌い手 (утаіте, «співак») або 折り紙 (оріґамі). Однак деякі з таких сполучень можуть бути записані й без неї — наприклад, 折紙 (оріґамі).
З іншого боку, деякі ієрогліфи, що стоять у тексті окремо, також можуть читатися за онйомі: 愛 (ай «любов»), 禅 (дзен), 点 (тен «позначка»). Більшість із таких ієрогліфів просто не мають кунйомі, що виключає можливість помилки.
У цілому, ситуація з прочитаннями онйомі досить складна, оскільки багато знаків мають декілька таких прочитань. Для порівняння — 先生 (сенсей, «учитель») і 一生 (іссьо, «ціле життя»).
У японській мові існують омографи, які можуть читатися по-різному залежно від значення, як українські «за́мок» і «замо́к». Наприклад, сполучення 上手 може читатися трьома способами: дзьодзу («вмілий»), увате («верхня частина, перевага») або каміте («верхня частина, верхня течія»). Додатково, сполучення 上手い читається як умай («вправний»).
Деякі відомі топоніми, включаючи Токіо (東京, токьо) і саму Японія (日本, ніхон чи інколи ніппон) читаються за онйомі, втім більшість японських топонімів читаються за кунйомі (наприклад, 大阪 Осака, 青森 Аоморі, 広島 Хіросіма). Прізвища й імена також, як правило, читаються за кунйомі. (наприклад, 山田 Ямада, 田中 Танака, 鈴木 Судзукі). Однак іноді зустрічаються власні імена, у яких змішані кунйомі, онйомі та нанорі. Прочитати їх можна лише маючи певний досвід (наприклад 大海 Дайкай (он-кун), 夏美 Нацумі (кун-он)).

### Фонетичні підказки
Щоб уникнути неточностей, разом з ієрогліфами у текстах іноді подаються фонетичні підказки у вигляді хіраґани, набраної малим кеглем «агатом» над ієрогліфами (так звана фуріґана) або в рядок за ними (так звані кумімодзі). Це часто роблять у текстах для дітей, іноземців, що вивчають японську мову і в манзі. Фуріґана іноді використовується у газетах для рідкісних або незвичних читань, а також для ієрогліфів, які не включені у список основних ієрогліфів (див. нижче)

## Кількість ієрогліфів
Загальне число існуючих ієрогліфів визначити складно. Згаданий японський словник Великий китайсько-японський словник («Дай канва дзітен») містить близько 50 тисяч ієрогліфів, тоді як повніші сучасні китайські словники містять понад 80 тисяч знаків. Більшість із цих ієрогліфів не вживаються ані в сучасній Японії, ані в сучасному Китаї. Для того, щоб розуміти більшість японських (чи китайських) текстів достатньо знати близько 3 тисяч ієрогліфів.

## Реформи правопису
Після Другої світової війни, починаючи з 1946 року, японський уряд зайнявся розробкою реформ орфографії.
Деякі ієрогліфи отримали спрощені варіанти написання, названі «Сіндзітай» (新字体). Кількість використовуваних знаків було скорочено, а також були затверджені списки ієрогліфів, необхідних для вивчення у школі. Варіантні форми й рідкісні знаки були офіційно оголошені небажаними до використання. Головною метою реформ була уніфікація шкільної програми вивчення ієрогліфів і скорочення кількості ієрогліфічних знаків, які застосовувалися у літературі та засобах масової інформації. Ці реформи носили рекомендаційний характер. Багато ієрогліфів, що не потрапили у списки, дотепер відомі і часто використовуються.

### Кьоїку кандзі (教育漢字)
Кьоїку кандзі (教育漢字, «освітні ієрогліфи») — список із 1006 ієрогліфів, які японські діти вивчають у початковій школі (6 років навчання). Список уперше був заснований у 1946 році й містив 881 знак. У 1981 році його розширили до сучасного числа. Список розділений за роками навчання. Його повна назва «Ґакуненбецу кандзі» (学年別漢字配当表, «Таблиця ієрогліфів за роками навчання»)

### Дзьойо кандзі (常用漢字)
Дзьойо кандзі (常用漢字, «ієрогліфи постійного використання») — список 1945 ієрогліфів, який включає «кьоїку кандзі» початкової школи і 939 знаків середньої (3 роки навчання). Ієрогліфи, які не включені до цього списку, як правило, супроводжуються фуріґаною. Список був уведений у 1981 році, замінивши 1850 старих «тойо кандзі» (当用漢字, «ієрогліфи загального використання»), який був уведений у 1946 році.

### Дзіммейо кандзі (人名用漢字)
Дзіммейо кандзі (人名用漢字, «ієрогліфи для людських імен») — список з 2928 ієрогліфів, 1945 знаків якого повністю повторюють список «дзьойо кандзі», а додаткові 983 ієрогліфи використовуються для запису імен і топонімів. На відміну від України, де кількість імен, що їх дають немовлятам, порівняно невелика, у Японії батьки найчастіше намагаються дати дітям рідкісні імена, що мають у своєму складі рідкісні ієрогліфи. Щоб полегшити роботу реєстраційним й іншим службам, які просто не мали необхідних технічних засобів для набору рідкісних знаків, у 1981 році був затверджений список «дзіммейо кандзі», згідно з яким імена немовлятам можна було давати лише зі знаками списку, або знаками хіраґани чи катакани. Цей список регулярно поповнюється новими ієрогліфами, а повсюдне впровадження комп'ютерів з підтримкою юнікоду призвело до того, що уряд Японії найближчим часом готується додати до цього списку від 500 до 1000 нових ієрогліфів.

### Японські промислові стандарти для ієрогліфів
Японський промисловий стандарт (JIS) для ієрогліфів і кани визначає кодові номери для всіх цих знаків, а також для інших форм письма, таких як арабські цифри, для цифрової обробки інформації. Стандарти ці кілька разів переглядалися. Поточні версії такі:
- JIS X 0208:1997 [Архівовано 22 травня 2005 у Wayback Machine.] — найпізніша версія основного стандарту. Містить 6355 ієрогліфів;
- JIS X 0212:1990 [Архівовано 22 травня 2005 у Wayback Machine.] — додатковий стандарт, що містить у собі додаткові 5801 ієрогліф. Стандарт рідко коли використовується, адже є несумісним із системою кодування Shift JIS, яка використовується найчастіше. Де-факто стандарт уважається застарілим.
- JIS X 0213:2000 [Архівовано 22 травня 2005 у Wayback Machine.] — доповнена версія набору JIS X 0208 із 3625 новими ієрогліфами, з яких 2741 запозичені із JIS X 0212. Цей стандарт сумісний із кодуванням Shift JIS
- JIS X 0221:1995 — японська версія ISO 10646/Юнікоду.

#### Ґайдзі (外字)
Ґайдзі (外字, «зовнішні ієрогліфи») — це ієрогліфи, які не представлені в існуючих японських кодуваннях. До них відносять варіантні або застарілі форми ієрогліфів, які потрібні для довідників і посилань, а також неієрогліфічні символи.
Ґайдзі можуть бути або системними, або користувацькими. В обох випадках виникають проблеми при обміні даних, оскільки кодові таблиці, які використовуються для ґайдзі, різняться залежно від комп'ютера і операційної системи.
Номінально, використання ґайдзі заборонене JIS X 0208-1997 і JIS X 0213-2000, оскільки вони займають зарезервовані під ґайдзі кодові осередки[джерело?]. Проте, ґайдзі продовжують використовуватися, наприклад у системі «i-mode», де вони застосовуються для знаків-малюнків.
Юнікод дозволяє кодувати ґайдзі у приватній області.

## Класифікація ієрогліфів
Буддистський мислитель Сюй Шень (許慎) у своєму творі «Тлумачення текстів і розбір знаків» (說文解字), створеному в 100 році нашої ери, розділив китайські ієрогліфи на «шість написань» (六書, яп. рікусьо), тобто шість категорій. Ця традиційна класифікація використовується досі, проте вона із труднощами співвідноситься із сучасною лексикографією — межі категорій досить розмиті й один ієрогліф може належати відразу до декількох із них. Перші чотири категорії стосуються структурної будови ієрогліфа, а інші дві — його використання.

### Піктографічне письмо «сьокей модзі» (象形文字)
Ієрогліфи з цієї категорії є схематичним образом зображуваного об'єкта. Наприклад, 日 — це сонце, а 木 — дерево тощо. Сучасні форми ієрогліфів суттєво відрізняються від первісних малюнків, тому розгадати їхнє значення за зовнішнім виглядом досить складно. Справа виглядає простішою зі знаками друкованого шрифту, які іноді зберігають форму оригінального малюнка. Ієрогліфи такого роду називаються піктографічними (сьокей — 象形, японське слово для позначення єгипетського піктографічного письма). Знаків подібного роду серед сучасних ієрогліфів досить мало.

### Ідеограмне письмо «сідзі модзі» (指事文字)
«Сідзі модзі» (指事文字, «вказівні знаки») є різновидом ідеограмного або символічного письма. Ієрогліфи з цієї категорії, як правило, прості за формою і відображають абстрактні поняття, зокрема, напрямку або числа. Наприклад, знак 上 позначає «верх» або «над», а 下 — «низ» або «під». Серед сучасних ієрогліфів кількість таких знаків незначна.

### Складене ідеограмне письмо «кайї модзі» (会意文字)
Цей вид ієрогліфів часто називають «складеними ідеограмами». Як правило, знаки є сполученням ряду піктограм, що відображають загальне значення. Наприклад, кокудзі 峠 (тоґе, «гірський перевал») складається зі знаків 山 (гора), 上 (верх) і 下 (низ). Інший приклад — знак 休 (ясу «відпочинок») складається із видозміненого ієрогліфа 人 (людина) і 木 (дерево). Ця категорія ієрогліфів також нечисленна.

### Фонетико-семантичне письмо «кейсей модзі» (形声文字)
Такі ієрогліфи називаються «фонетико-семантичними» або «фонетико-ідеографічними» символами. Це найбільша категорія серед сучасних ієрогліфів (до 90 % їхнього загального числа). Зазвичай складаються із двох компонентів, один із яких відповідає за зміст або семантику ієрогліфа, а інший — за вимову. Вимова походить від висхідних китайських ієрогліфів. Часто цей слід простежується й у сучасному японському прочитанні онйомі. Щодо семантичної складової можна сказати, що її зміст міг змінитися за сторіччя від часу її введення у китайську чи японську мови. Відповідно, часто трапляються помилки, коли замість фонетико-семантичного сполучення в ієрогліфі намагаються бачити лише складену ідеограму. Проте відкидати семантику ієрогліфа взагалі також є суттєвою помилкою.
Як приклад можна навести ієрогліфи з ключем 言 (говорити): 語 (мова), 記 (записи), 訳 (переклад), 説 (тлумачення). Усі вони так чи інакше пов'язані з поняттями «слово» чи «мова». Аналогічно з ключем 雨 (дощ): 雲 (хмара), 電 (блискавка), 雷 (грім), 雪 (сніг), 霜 (іней) та подібними — всі вони відображають погодні явища, пов'язані з небом. Ієрогліфи з ключем 寺 (храм) — 詩 (вірш, храмова пісня), 持 (тримати, приносити у жертву) 時 (час, сонце у храмі), 侍 (служити, людина храму) — також пов'язані зі служінням божествам.

### Похідне письмо «тентю модзі» (転注文字)
До даної групи належать «похідні» або «взаємно пояснюючі» ієрогліфи. Ця категорія найскладніша з усіх, тому що в неї немає чіткого визначення. Сюди відносять знаки, чиї зміст і застосування були розширені. Наприклад, ієрогліф 楽 позначає «музику» і «задоволення». Залежно від значення, він по-різному вимовляється у китайській мові, і це відбилося на японській, де ієрогліф має різні онйомі — гаку «музика» і раку «задоволення».

### Запозичене письмо «касяку модзі» (仮借文字)
Дана категорія називається «фонетично запозиченими ієрогліфами». Наприклад, ієрогліф 来 у давньокитайській мові був піктограмою, що позначає пшеницю. Його вимова була омофоном слова «прихід», тому ієрогліф став використовуватися для запису цього слова, без додавання нового значущого елемента. Однак ряд дослідників відзначає, що фонетичні запозичення відбувалися унаслідок слідування ідеологемам. Так, той же знак 来 еволюціонував від «пшениця» до «прихід», через значення «дозрівання врожаю» або «приходу врожаю».

## Допоміжні знаки
Знак повтору (々) у японському тексті означає повторення попереднього ієрогліфа. Так, замість того, щоб писати два однакові ієрогліфи поспіль (наприклад, 時時 токідокі, «іноді»; 色色 іроіро, «різний»), другий ієрогліф замінюється на знак повтору й озвучується так само, як «повноцінний» ієрогліф (時々, 色々). Знак повтору може застосовуватися у власних іменах і топонімах, наприклад у японському прізвищі Сасакі (佐々木). Знак повтору є спрощеним записом ієрогліфа 仝.
Інший допоміжний символ, який часто використовується на письмі, — знак ヶ (зменшений знак катакани «ке»). Він вимовляється як «ка», коли використовується для позначення кількості (наприклад, у сполученні 六ヶ月 роккаґецу, «шість місяців»), або як ґа у топонімах, наприклад, у Канеґасакі (金ヶ崎). Цей символ є спрощеним записом ієрогліфа 箇.

## Словники
Щоб знайти в словнику потрібний ієрогліф, потрібно знати його ключ і кількість рисок. Китайський ієрогліф можна розбити на найпростіші компоненти, які називаються ключами (рідше, «радикалами»). Якщо в ієрогліфі багато ключів, береться один основний (він визначається за особливими правилами), після чого потрібний ієрогліф шукається у розділі ключа за кількістю рисок. Наприклад, ієрогліф матір (媽) потрібно шукати у розділі ключа (女), який пишеться трьома рисками, серед ієрогліфів, що складаються з 13 рисок.
У сучасній японській мові використовується 214 класичних ключі. В електронних словниках можливий пошук не лише за основним ключем, але за всіма можливими складовими ієрогліфа, кількістю рисок або прочитанню тощо.
- Великий китайсько-японський словник

## Тести на знання ієрогліфів у Японії
Основний тест на знання ієрогліфів в Японії — це тест Кандзі кентей (日本漢字能力検定試験 Ніхон кандзі норьоку кентей сікен). Він перевіряє здібності до читання, перекладу і написання ієрогліфів. Тест проводиться японським урядом і служить для перевірки знань у школах та університетах Японії. Містить 10 основних рівнів. Найскладніший із них перевіряє знання 6000 ієрогліфів.
Для іноземців існує полегшений тест Ніхонґо норьоку сікен (日本語能力試験, JLPT). Він містить чотири рівні, найскладніший із яких перевіряє знання 1926 ієрогліфів.